# ادوین هولمز (مخترع)
ادوین هولمز (به انگلیسی: Edwin Holmes) (۲۵ آوریل ۱۸۲۰ - ۱۹۰۱) یک تاجر آمریکایی بود که به عنوان مخترع و تجاری‌کننده دزدگیر الکترومغناطیسی و همچنین بنیانگذار اولین شبکه‌های دزدگیر شناخته می‌شود.
این دزدگیر در سال ۱۸۵۳ توسط کشیش آگوستوس راسل پوپ (۱۸۱۹-۱۸۵۸) به ثبت رسید. ادوین هولمز در سال ۱۸۵۷ حق ثبت اختراع پوپ را به مبلغ ۱۵۰۰ دلار آمریکا خریداری کرد و این دستگاه را در کارخانه خود در بوستون ماساچوست تولید کرد. همچنین فروش این دستگاه در سال ۱۸۵آغاز شد. پسرش، ادوین توماس هولمز، پس از مرگ پدرش شرکت را به دست گرفت و وقایع را در زندگینامه خود با عنوان «پنجاه سال شگفت‌انگیز» (A Wonderful Fifty Years) مستند کرد.
در ابتدا، مردم از استفاده از برق برای دزدگیرها ترس داشتند و نسبت به آن بدبین بودند، و کسب و کار خوب پیش نمی‌رفت. بنابراین، در سال ۱۸۵۹، هولمز در جستجوی بازاری جدید و بزرگتر، کسب و کارش را به نیویورک منتقل کرد که در آن زمان به عنوان جایی که «همه دزدان کشور در آن زندگی می‌کردند» شناخته می‌شد. در آنجا، تا سال ۱۸۶۶ او ۱۲۰۰ دزدگیر خانگی نصب کرد و بازاریابی موفقی را در میان کسب و کارها آغاز کرد. تا سال ۱۸۷۷، او اولین شبکه دزدگیرهای تحت نظارت یک ایستگاه مرکزی را در نیویورک راه‌اندازی کرد و پسرش را فرستاد تا این سیستم را در بوستون نیز اجرا کند. با این حال، ادوین توماس به این نتیجه رسید که این شبکه می‌تواند از کابل‌های تلفن موجود به جای کابل‌کشی جدید استفاده کند. به این ترتیب، او به سرعت یک شبکه ۷۰۰ دزدگیری را راه‌اندازی کرد که پدرش سپس آن را در نیویورک هم اجرایی کرد.
در سال ۱۸۷۸، هولمز رئیس شرکت تازه تأسیس شده بل فون (Bell Phone) شد. اگرچه او دو سال بعد سهامش خود را به مبلغ ۱۰۰،۰۰۰ دلار آمریکا فروخت، اما حق استفاده از خطوط تلفن شرکت برای سیستم دزدگیر را حفظ کرد. استفاده از برق برای چراغ‌های خیابانی در سال ۱۸۸۰ بازار را تغییر داد، زیرا مردم به مدل‌های برقی روی آوردند. شرکت امریکن فون اند تلگراف در سال ۱۹۰۵ شرکت دزدگیر هولمز را خرید و آن را به سیستم‌های تماس اضطراری برای ارتباط با پلیس و آتش‌نشانی متصل کرد. پس از جنگ جهانی دوم، اختراعات زیادی در زمینه سیستم‌های دزدگیر خانگی معرفی شدند. در دهه ۱۹۸۰ این سیستم‌ها ارزان‌تر و کاربردی‌تر شدند و تا اواسط دهه ۱۹۹۰ به یک ابزار رایج تبدیل شدند.